# Roots-Gebläse

Roots-Gebläse: Animation der kämmenden Profile im Gehäuse

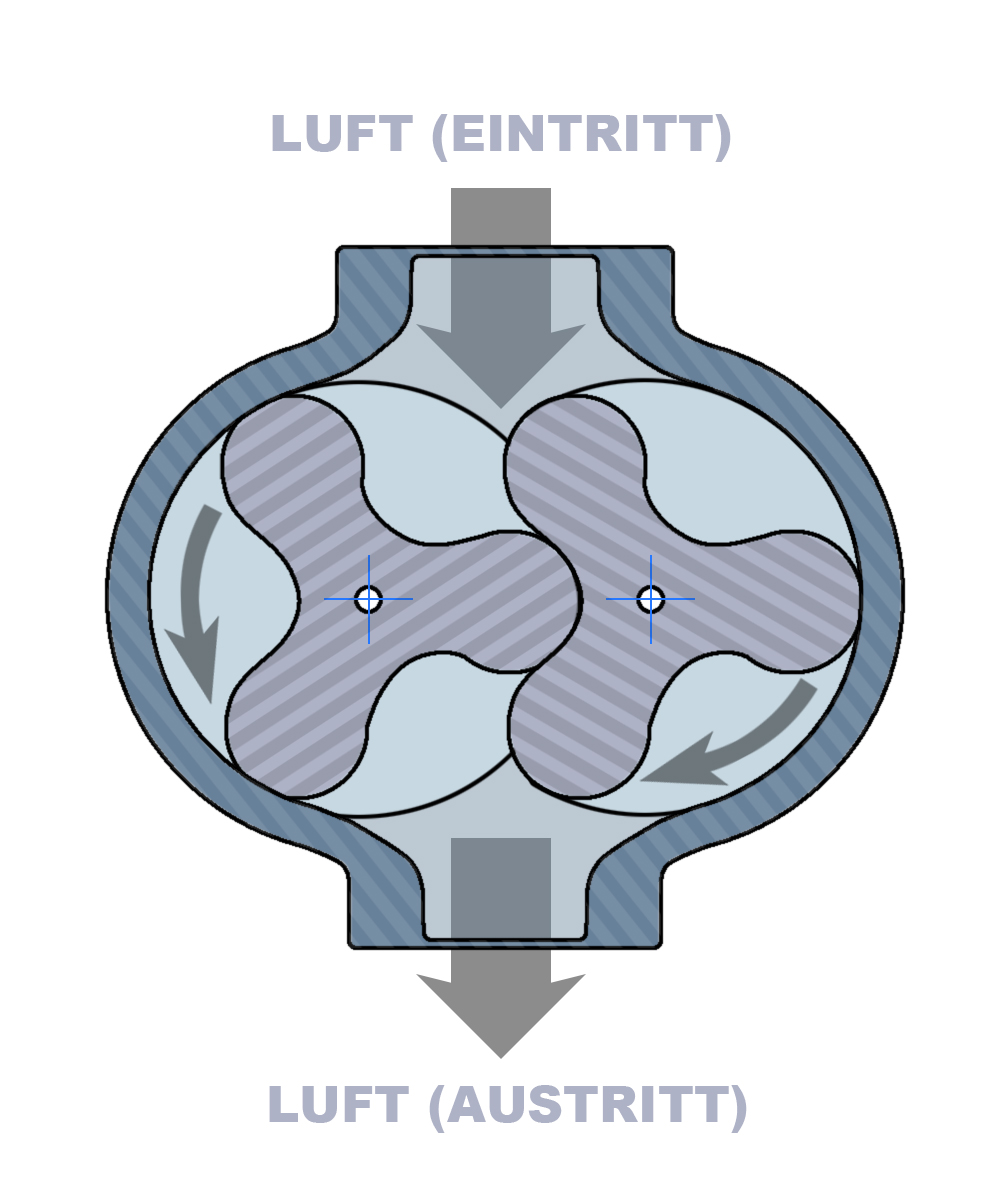
Roots-Gebläse mit dreiflügligen Läufern

Roots-Gebläse sind Drehkolbengebläse ohne innere Verdichtung, die Zahnrad- und Drehschieberpumpen ähneln. Zwei meist dreiflügelige Läufer transportieren in den Lücken zwischen den Flügeln und der Außenwand ein Gas (meistens Luft) von der Saug- zur Druckseite, welches dann von der Rückströmung des verdichteten Gases verdichtet wird. Rootsgebläse werden bei kleinen bis mittleren Leistungen und meistens kleinen Druckunterschieden (ca. 1 bar) verwendet. Sie dienen als einfache Vakuumpumpen in industriellen Trocknungs- und Absauganlagen, beim Laden und Löschen von Massengütern wie Getreide bei Schiffen, als Saugpumpen in Fäkalientankwagen oder als Auflade- oder Spülgebläse für Verbrennungsmotoren. Dort werden sie entweder von der Kurbelwelle angetrieben, oder bei Großdieselmotoren elektrisch.
Der Name stammt von den amerikanischen Gebrüdern Philander Higley und Francis Marion Roots, die sich das Gebläse 1860 patentieren ließen.

## Bauweise

Die Kontur des Läufers ist aus Rollkurven zusammengesetzt: Epizykloide (rot, außen) und Astroide (blau, innen)

Roots-Gebläse bestehen aus einem Gehäuse, in dem sich zwei Wellen drehen, die außerhalb des Gehäuses mit einer Zahnradstufe auf synchron gegenläufig gleicher Drehzahl verbunden sind. Jede Welle trägt einen Läufer mit in der Regel „8“-förmigen Profil (es gibt inzwischen auch andere Profile). In der Lücke der einen Acht läuft jeweils eine Kopfspitze der anderen Acht; die beiden Profile „kämmen“ miteinander. Sie müssen miteinander und zum Gehäuse abdichten, dürfen sich aber nicht berühren, da Reibung aneinander zum Fressen und damit zum Ausfall der Maschine führen würde.

### Fertigung
Die frühen Wind- und Wettergebläse der Gebrüder Roots waren aus Holz gezimmert, mit ca. zwei Meter Läuferdurchmesser. Heutige Roots-Gehäuse und -Läufer sind anspruchsvolle Bauteile aus Metall, die mit hohen Anforderungen an Maßtoleranzen, Materialqualität und an die Bearbeitungsverfahren gefertigt werden und deshalb teuer herzustellen sind.
Das Roots-Gebläse darf – trotz heutiger verdrehter, drei- und vierflügeliger Rotoren – nicht mit Kompressoren wie Schraubenverdichtern oder Scrollkompressoren verwechselt werden, die mit innerer Verdichtung arbeiten. Drehkolbenmaschinen mit innerer Verdichtung sind allerdings noch teurer herzustellen, sodass auch für die einfachen Roots-Gebläse eine Marktnische bleibt.

## Einsatz

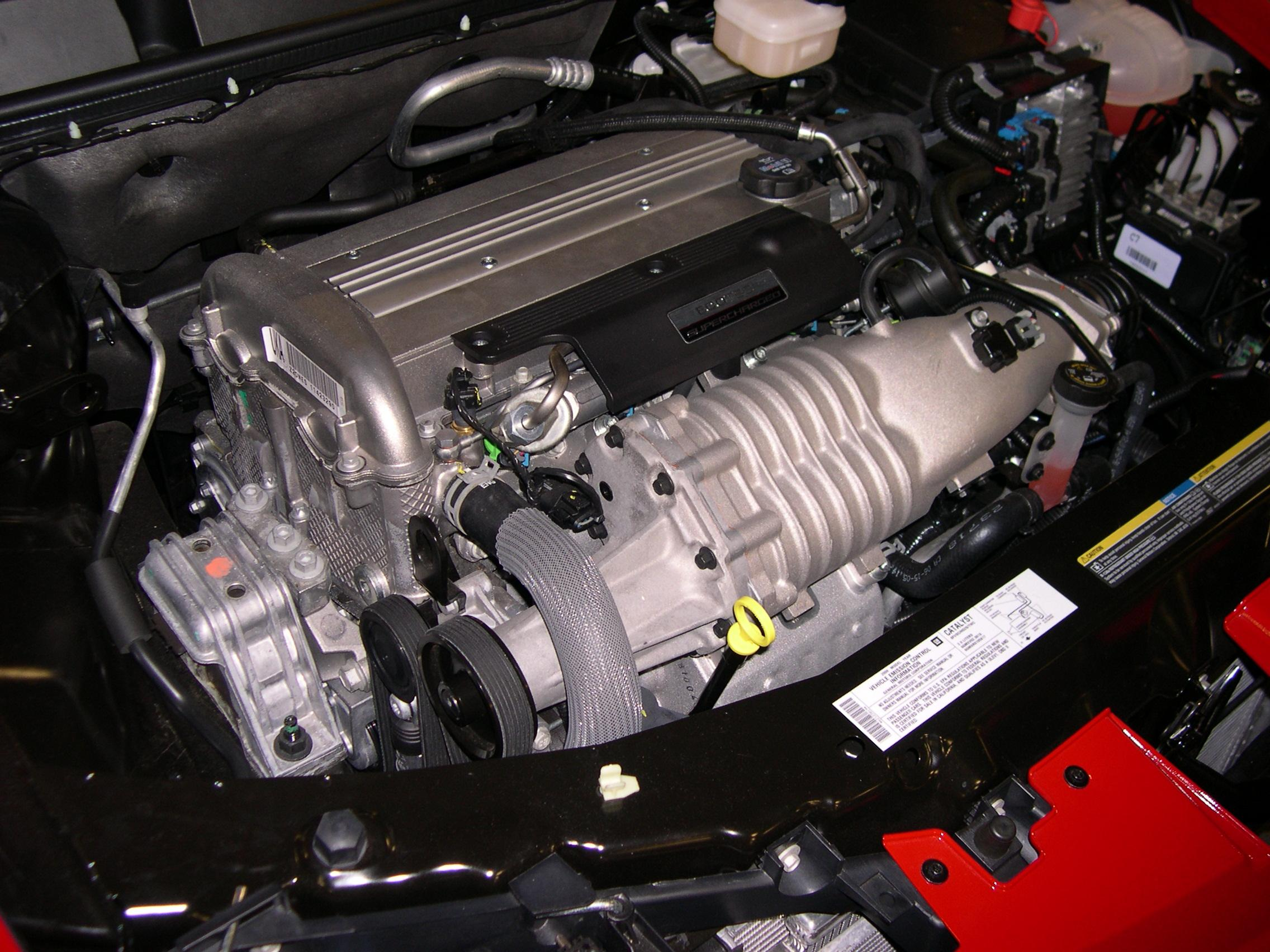
Roots-Gebläse im PKW (Saturn, USA): in dem gerippten Aluminiumgehäuse laufen die Zellenräder

### Gebläse und Belüftungsanlagen
Zuerst wurden Roots-Gebläse in der Industrie verwendet, meist als Winderzeuger für Hochöfen. Durch ihre Bauweise sind Roots-Gebläse gut in der Lage, Druckstöße und sogar Flammenausbreitung von der einen Seite auf die andere zu unterdrücken. Daher sind sie ideal für Belüftungsanlagen in explosionsgeschützten Bereichen, zum Beispiel als Silo- und Entladegebläse für Schüttgüter oder zur Bewetterung von Bergwerken und Bunkern.

### Spülgebläse für Zweitakt-Dieselmotoren
Zweitakt-Dieselmotoren (wie zum Beispiel der Commer TS 3 oder der Motor des Krupp Titan und Motoren von Cummins und Detroit Diesel) hatten fast immer Roots-Gebläse zur Spülung. Bei den effizientesten Wärmekraftmaschinen überhaupt, den Zweitakt-Schiffsdieselantrieben, finden sich Roots-Gebläse oft als Hilfs- und Anfahrgebläse. Dazu können sie, statt über den Kurbeltrieb im festen Drehzahlverhältnis angetrieben zu werden, auch einen eigenen, drehzahlentkoppelten Antrieb haben.

### Aufladung für Rennfahrzeuge

#### 1920er Jahre

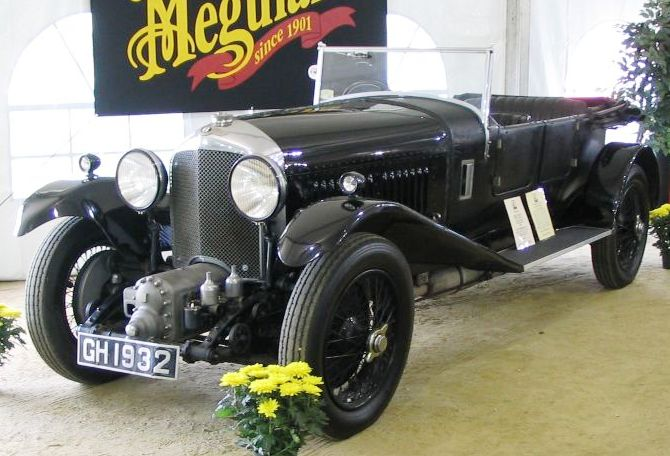
Roots-Lader vorn unter dem Kühler des „Blower-Bentleys“

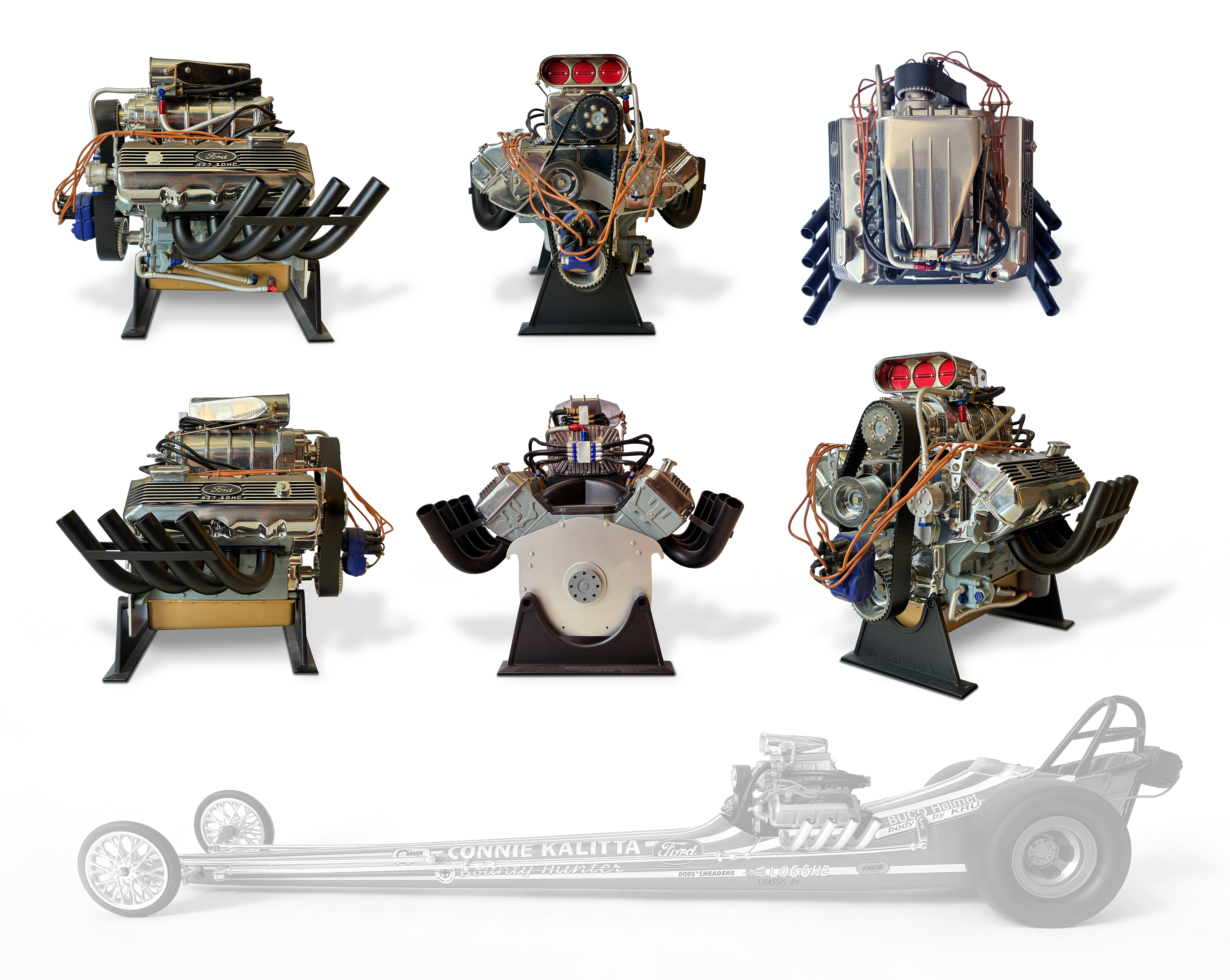
Ansichten eines Roots-Kompressor, montiert auf einem Top Fuel Motor auf Basis eines Ford 427 SOHC V8, wie er in den 1960er- 70er Jahren in Front-Engine-Dragstern und Funny Cars eingesetzt wurde

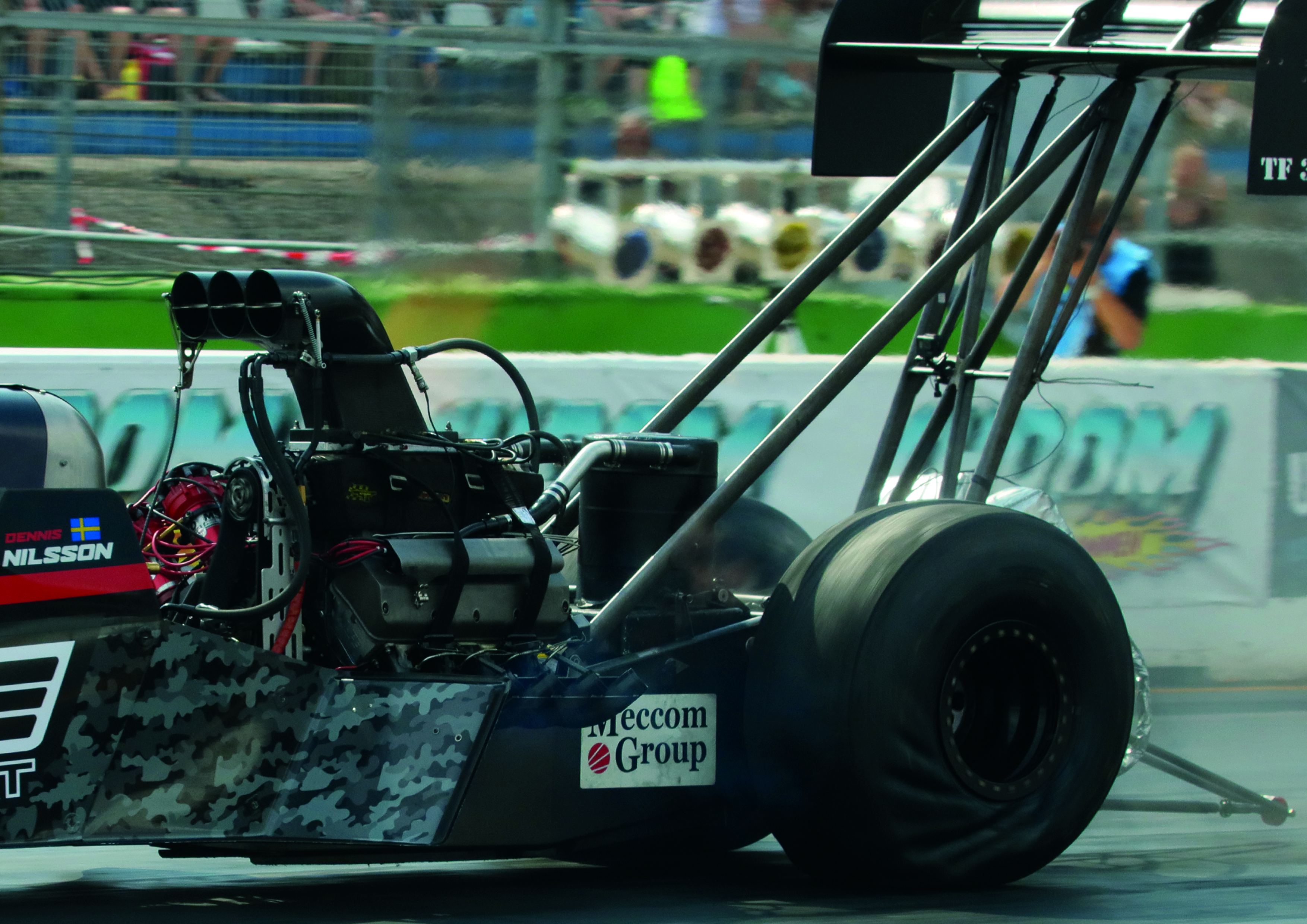
Top Fuel Drag Racing: V8-Motor mit aufgesetztem Roots-Kompressor. Die Leistung aus dem 8193-cm³-Motor kann unter günstigen Bedingungen auf ca. (errechnete) 10.000 PS / 7355 kW gesteigert werden.

Paul Daimler baute 1921 als erster einen Roots-Lader in ein Auto ein. Das Aufkommen der Roots-Lader im Rennsport Mitte der 1920er-Jahre (Blower-Bentley gegen Mercedes-Benz SSK) war Auslöser für die Rennformel-Diskussionen: soweit Hubraum Rennklassen-Kriterium ist, wird seither oftmals der Hubraum eines aufgeladenen Motors mit einem Korrekturfaktor beaufschlagt, um ihm keinen Wettbewerbsvorteil gegen unaufgeladene Motoren zu verschaffen. Das bedeutet, ein aufgeladener Motor muss einen im Verhältnis zum Saugmotor kleineren Hubraum haben. Das gilt oft unabhängig vom Prinzip des Laders, ob nun Turbo oder Kompressor.

#### 1930er Jahre
Besonders erfolgreiche Rennfahrzeuge waren außer den Kompressor-Rennwagen der 1920er die Auto-Union-Grand-Prix-Wagen zwischen 1934 und 1939. Auch die 500-cm³-BMW-Rennmotorräder der 1930er Jahre fuhren mit Roots-Ladern zahlreiche Rennsiege ein. So gewann „Schorsch“ Meier 1939 als erster Ausländer überhaupt das SeniorRennen bei der berühmten Tourist Trophy auf der Isle of Man. Die BMW 500 Kompressor wurde von ihm oft eingesetzt.

#### Seit 1960er Jahre (Drag Racing)
Der Einsatz von Roots-Kompressoren (sog. „Blower“) erfreut sich im Drag Racing seit den frühen 1960er-Jahren großer Beliebtheit. Sie werden in verschiedenen Klassen in unterschiedlichen Leistungsstufen eingesetzt. Die Klasse Top Fuel verwendet Blower, die Leistungen von bis zu 10.000 PS ermöglichen. Der mechanische, riemengetriebene Kompressor drückt bei 11.000/min ca. 180 dm³ Luft in die Brennräume. Der Antrieb des Kompressors benötigt dazu mehr Leistung, als ein durchschnittlicher Serien-V8-Pkw-Ottomotor erzeugt.

## Vergleich zu anderen Motorladern

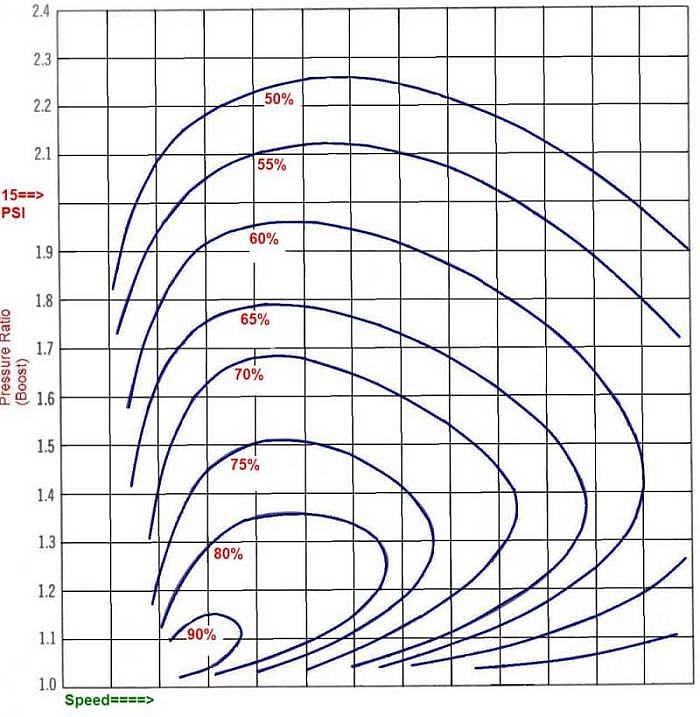
Der Wirkungsgrad nimmt stark ab mit wachsendem Druckverhältnis

Wird das Gebläse als Lader verwendet, läuft es trocken; als Roots-Verdichter für größere Drücke ab 8 bar wird es ölgeschmiert, damit es seine Dichtwirkung erzielt. Der Wirkungsgrad nimmt jedoch mit zunehmendem Druckverhältnis stark ab, so dass als Aufladegebläse in Verbrennungsmotoren Kompressoren mit innerer Verdichtung (Schrauben- und Scrollverdichter) und Abgasturbolader effizienter sind.
Mechanisch angetriebene Lader reagieren schneller auf eine plötzliche Lastzunahme (wie z. B. abruptes Gasgeben) als die hochdrehenden Abgasturbolader mit ihrem typischen „Turboloch“. Vorteil der Kolbenladegebläse ist der schon bei niedrigen Drehzahlen verfügbare Ladedruck, während etwa Turboverdichter meist erst bei höheren Drehzahlen nennenswert Druck aufbauen können. Deswegen haben manche Motoren ein Roots-Gebläse für niedere Drehzahlen, und einen Abgasturbolader für hohe Drehzahlen, zwischen denen umgeschaltet wird. Das Gebläseantriebsrad kann mit einer Magnetkupplung (wie beim Klimakompressor) versehen werden, mit der es bei niedriger Last abgekoppelt werden kann.

## Klassifizierung und Funktionsweise

Drehkolbenpumpe (Roots-Pumpe)
verkämmte Drehkolben (1, 3) im Gehäuse (2) a: Fluid Einlass, b: Transport, c: Auslass

Roots-Gebläse gehören zu der Gruppe der zweiwelligen Rotationsverdrängermaschinen in Drehkolbenbauart. Sie arbeiten nach dem Prinzip der äußeren Verdichtung (auch als Volldruckverdichtung bezeichnet), sodass das Arbeitsmedium keine Verdichtung durch Volumenänderung in der geschlossenen Arbeitskammer erfährt, sondern gegen den Anlagengegendruck ausgeschoben wird. Die daraus resultierenden Rückströmungen von der Druckseite in die sich öffnende Arbeitskammer zu Beginn des Ausschiebens sind einerseits ungünstig für den thermodynamischen Prozess und verursachen andererseits das markante und besonders bei hohen Drehzahlen laute Geräusch. („Kompressorkreischen“)

## Alternative Prinzipien
VW baute einige Zeit lang in den 1990er Jahren sogenannte G-Lader mit einem feststehenden und einem oszillierenden G-förmigen Bauteil, der ebenso wie ein Kompressor oder der Roots-Lader mechanisch angetrieben wird. Allerdings hat dieses G nur eine durchgehende Verdichtungsleiste, die zwar kaum Reibungsverluste erzeugt, aber bei Schmierfehlern ausfallen kann. Dieses Bauprinzip hat sich nicht dauerhaft bewährt und verschwand deshalb nach wenigen Jahren wieder.
Unter den mechanisch angetriebenen Ladersystemen gibt es auch noch den sogenannten Comprex- (oder Druckzellen-) Lader. Wie beim Turbolader wird hier ein Teil der in den Abgasen enthaltenen Energie genutzt, der mechanische Antrieb hat lediglich eine Steuerungsfunktion.